# Ubu (Népal)
Pour les articles homonymes, voir Ubu (homonymie).
Ubu (en népalais : उँवू) est un comité de développement villageois du Népal situé dans le district d'Okhaldhunga. Au recensement de 2011, il comptait 3 050 habitants.